# العلاقات البرتغالية الكندية
العلاقات البرتغالية الكندية هي العلاقات الثنائية التي تجمع بين البرتغال وكندا.

## مقارنة بين البلدين
هذه مقارنة عامة ومرجعية للدولتين:
| وجه المقارنة                                              | البرتغال                                                  | كندا                     |
| --------------------------------------------------------- | --------------------------------------------------------- | ------------------------ |
| المساحة (كم2)                                             | 92.21 ألف                                                 | 9.98 مليون               |
| عدد السكان (نسمة)                                         | 10.60 مليون                                               | 35.70 مليون              |
| الكثافة السكانية (ن./كم²)                                 | 114.95                                                    | 3.58                     |
| العاصمة                                                   | لشبونة                                                    | أوتاوا                   |
| اللغة الرسمية                                             | اللغة البرتغالية، اللغة الميراندية                        | لغة إنجليزية، لغة فرنسية |
| العملة                                                    | يورو، اسكودو برتغالي                                      | دولار كندي               |
| الناتج المحلي الإجمالي (بليون دولار)                      | 217.57 مليار                                              | 1.65 تريليون             |
| الناتج المحلي الإجمالي (تعادل القوة الشرائية) بليون دولار | 307.82 مليار                                              | 1.59 تريليون             |
| الناتج المحلي الإجمالي الاسمي للفرد دولار أمريكي          | 19.22 ألف                                                 | 43.25 ألف                |
| الناتج المحلي الإجمالي للفرد دولار أمريكي                 | 28.76 ألف                                                 | 45.07 ألف                |
| مؤشر التنمية البشرية                                      | 0.830                                                     | 0.913                    |
| رمز المكالمات الدولي                                      | +351                                                      | +1                       |
| رمز الإنترنت                                              | .pt                                                       | .ca                      |
| المنطقة الزمنية                                           | توقيت غرب أوروبا، توقيت غرب أوروبا الصيفي، أوروبا/لشبونة ‏ |                          |

## مدن متوأمة
في ما يلي قائمة باتفاقيات التوأمة بين مدن برتغالية وكندية:
- ترتبط فيانا دو كاستيلو مع Portugal Cove–St. Philip's [الإنجليزية]‏ باتفاقية توأمة.
- ترتبط إلهافو مع سانت جونز باتفاقية توأمة.
- ترتبط مايا مع سو ساينت ماري باتفاقية توأمة.
- ترتبط أفيرو مع تروا ريفيير باتفاقية توأمة.

## منظمات دولية مشتركة
يشترك البلدان في عضوية مجموعة من المنظمات الدولية، منها:
| علم المنظمة | اسم المنظمة                               | تاريخ انضمام البرتغال | تاريخ انضمام كندا |
| ----------- | ----------------------------------------- | --------------------- | ----------------- |
|             | البنك الإفريقي للتنمية                    | ?                     | ?                 |
|             | المنظمة الهيدروغرافية الدولية             | ?                     | ?                 |
|             | منظمة الشرطة الجنائية الدولية             | ?                     | ?                 |
|             | الاتحاد البريدي العالمي                   | ?                     | ?                 |
|             | بنك التنمية الآسيوي                       | 2002                  | 1966              |
|             | مركز تنسيق الحركة في أوروبا ‏              | ?                     | ?                 |
|             | حلف شمال الأطلسي                          | 4 أبريل 1949          | 4 أبريل 1949      |
|             | منظمة التجارة العالمية                    | ?                     | ?                 |
|             | منظمة التعاون الاقتصادي والتنمية          | 4 أغسطس 1961          | ?                 |
|             | الفريق المعني برصد الأرض                  | ?                     | ?                 |
|             | مجموعة الموردين النوويين                  | ?                     | ?                 |
|             | مؤسسة التنمية الدولية                     | 29 ديسمبر 1992        | 24 سبتمبر 1960    |
|             | اتفاقية السماوات المفتوحة                 | ?                     | ?                 |
|             | منظمة الأمن والتعاون في أوروبا            | 25 يونيو 1973         | 25 يونيو 1973     |
|             | الوكالة الدولية للطاقة                    | ?                     | ?                 |
|             | مؤسسة التمويل الدولية                     | 8 يوليو 1966          | 20 يوليو 1956     |
|             | منظمة حظر الأسلحة الكيميائية              | ?                     | ?                 |
|             | الأمم المتحدة                             | 14 ديسمبر 1955        | 9 نوفمبر 1945     |
|             | الاتحاد الدولي للاتصالات                  | 1866                  | 1 يوليو 1908      |
|             | البنك الدولي للإنشاء والتعمير             | 29 مارس 1961          | 27 ديسمبر 1945    |
|             | مجموعة أستراليا                           | 1985                  | 1985              |
|             | المركز الدولي لتسوية المنازعات الاستشارية | 1 أغسطس 1984          | 1 ديسمبر 2013     |
|             | وكالة ضمان الاستثمار متعدد الأطراف        | 6 يونيو 1988          | 12 أبريل 1988     |
|             | نظام تحكم تكنولوجيا القذائف               | 1992                  | 1987              |
|             | يونسكو                                    | 11 مارس 1965          | 4 نوفمبر 1946     |

## أعلام
هذه قائمة لبعض الشخصيات التي تربطها علاقات بالبلدين:
- جاستن ترودو (سياسي كندي، 25 ديسمبر 1971[24][25] – )
- شون مينديز (مغني كندي، 8 أغسطس 1998[26] – )
- كيانو ريفز (أفلام، 2 سبتمبر 1964[27] – )
- نيللي فرتادو (2 ديسمبر 1978[28] – )

## وصلات خارجية
- موقع وزارة الخارجية البرتغالية
- موقع وزارة الخارجية الكندية